# Lutherros

Lutherros.

Lutherrosen är en heraldisk symbol som Martin Luther använde under sin livstid som ett sigill för att vidimera sina skrifter och skrivelser såsom härstammande från honom. Senare blev den en symbol för lutherska kyrkor runtom i världen. 
Luther mottog år 1530 en signetring från kurfurst Johan Fredrik I av Sachsen på Coburgs slott med Lutherrosen som ingraverad symbol. I ett brev förklarar han vad färgerna och formerna står för:
| ”                      | "Rosen är en symbol för min teologi. Det svarta korset står i hjärtat, som har sin naturliga färg, så att jag minns att tron på den korsfäste gör mig salig. Ty när man tror i hjärtat blir man rättfärdig. Detta hjärta är mitt i en vit ros, för att visa att tron ger glädje, tröst och frid. Därför ska rosen vara vit och inte röd, eftersom vitt är andarnas och alla änglars färg. Rosen omges av ett himmelsfärgat fält, eftersom denna glädje i tro och ande är en första smak av den himmelska fröjd som väntar. Runtom finns en gyllene ring, som visar att denna himmelska salighet varar evigt och oändligt, och är mer värd än alla andra fröjder och egendomar, på samma sätt som guldet är den ädlaste och dyrbaraste malmen på jorden." | „ |
| – Luthers Briefwechsel | |   |

Senare försågs den ursprungliga Lutherrosen med tillägget "VIVIT" (latin: "han lever", syftande på den uppståndne Kristus). Lutherrosen används idag som symbol för lutherska kyrkor och återfinns också i vissa stadsvapen, främst i Tyskland.

## Bilder

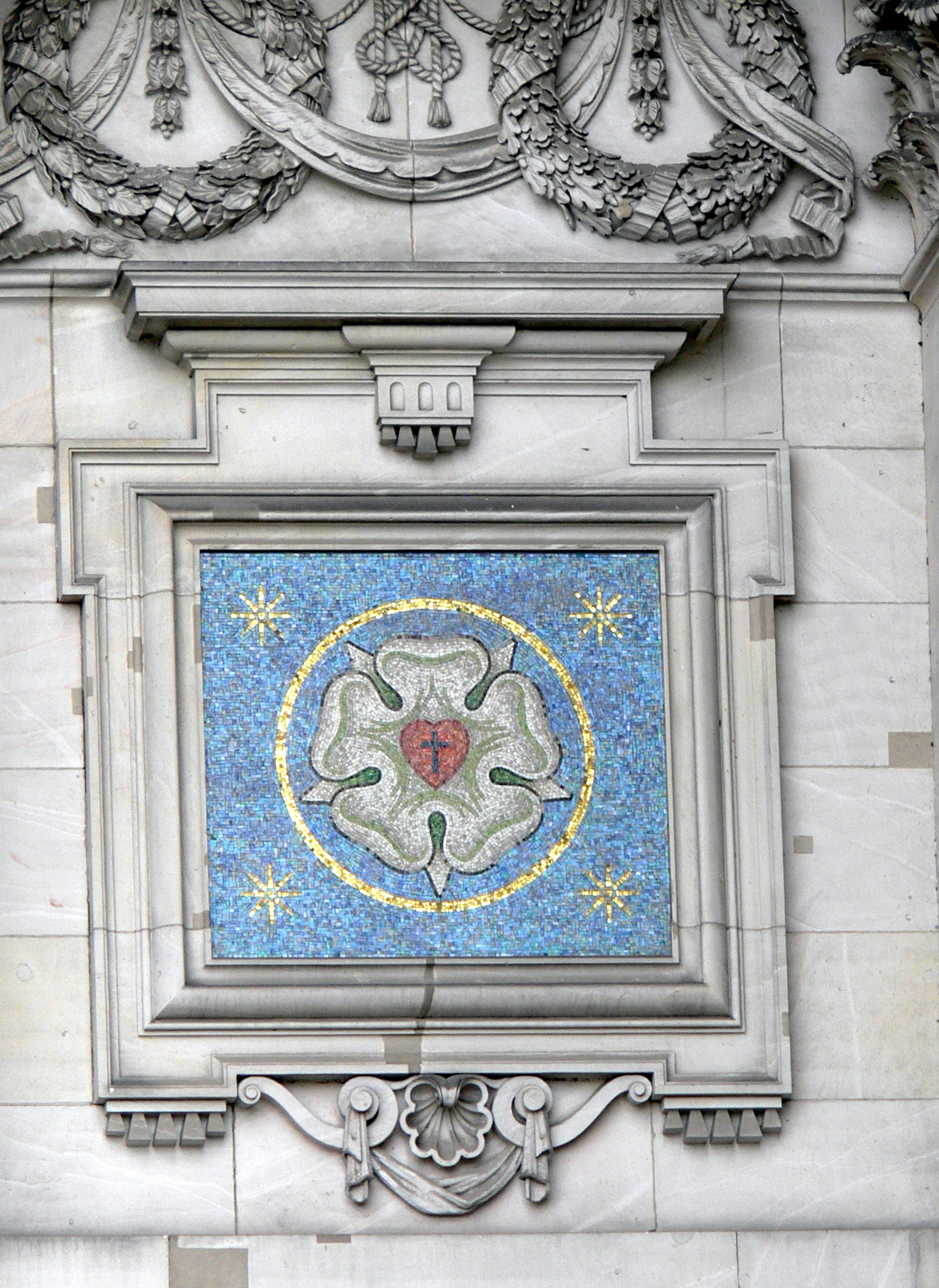
Lutherros på Berliner Dom i Berlin, Tyskland.